# Nådens mission
Nådens mission är en evangelikal kristen rörelse, med församlingar på tre orter i Sverige.
1979 bildades församlingen i Stockholm, några år senare grundades församlingen i Malmö. Numera finns även en församling i Karlshamn och i Ludvigsborg. Nådens mission är ansluten till Greater Grace World Outreach(en) (GGWO), som är en världsomspännande sammanslutning av lokala församlingar med huvudförsamling i Baltimore i Maryland i USA.